# Konstanty Chyliński

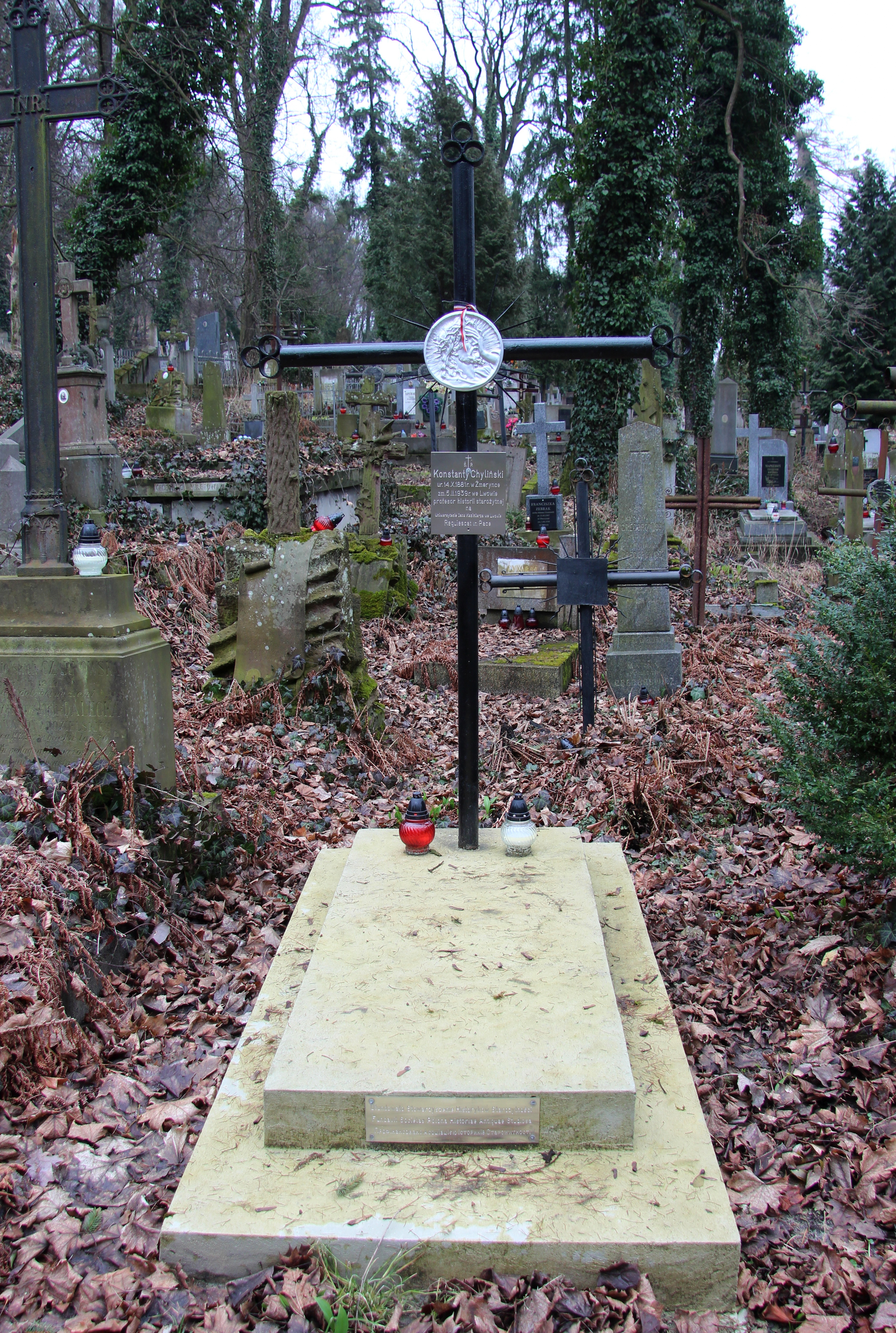
Grób Konstantego Chylińskiego

Konstanty Chyliński (ur. 14 października 1881 w Żmerynce Wielkiej, zm. 5 lutego 1939 we Lwowie) – polski historyk starożytności, w 1935 kierownik resortu wyznań religijnych i oświecenia publicznego.

## Życiorys
Wywodził się z rodziny szlacheckiej h. Jastrzębiec. Był synem urzędnika kolejowego Włodzimierza Wincentego oraz Amalii de Veille. Edukację pobierał w szkołach w Kijowie i Petersburgu. Następnie od 1899 do 1903 studiował historię starożytną i filologię klasyczną na Wydziale Historyczno-Filozoficznym Petersburskiego Uniwersytetu Państwowego. W trakcie studiów w 1902 r. otrzymał od Rady tego Wydziału wyróżnienie w postaci złotego medalu za rozprawę o historii Królestwa Pergamońskiego. Studiował także na Politechnice Petersburskiej. Po studiach Chyliński wykładał w Wyższej Szkole Sztuk Stosowanych Barona Stieglitza, w Cesarskim Wyższym Instytucie Pedagogicznym Żeńskim i na Wyższych Kursach Żeńskich. Prowadził badania nad zabytkami archeologicznymi z okresu kultury trypolskiej. Jego publikacje dotyczyły różnych problemów z zakresu dziejów starożytnej Grecji. Pracował nad kilkutomowym opracowaniem zawierającym analizę greckiej historii politycznej w dobie antyku, a także stosunków grecko-perskich. Pozycja ta nie została jednak wydrukowana. W 1908 r. uzyskał dyplom I stopnia z nauk historycznych (habilitacja). Do 1910 r. odbywał studia w zagranicznych ośrodkach Włoch, Grecji i Turcji. Następnie, od 1 II 1910 r., pracował jako docent (prywatny) w Katedrze Historii Powszechnej Uniwersytetu Petersburskiego. Był członkiem Cesarskiego Rosyjskiego Towarzystwa Archeologicznego, Towarzystwa Historycznego przy Uniwersytecie Petersburskim oraz Polskiego Towarzystwa Miłośników Historii i Literatury w Petersburgu. Został kuratorem studenckiego koła naukowego tworzonego przez Polaków - studentów Instytutu Politechnicznego. Był także zaangażowany w prace Polskiego Instytutu Oświaty Pozaszkolnej. W ramach Wyższych Kursów Polskich w 1917 r. podjął wykłady z archeologii. Chyliński sprawował kierownictwo nad pracami Uniwersytetu Ludowego Polskiego, na którym prowadził wykłady niedzielne dla robotników.
Politycznie zaangażował się po wybuchu rewolucji październikowej w Rosji w 1917 r. Podjął prace w Polskiej Radzie Ekonomicznej i Rozrachunkowej, która opiekowała się mieniem Polaków na rosyjskim terytorium. Pełniąc funkcję kuratora stowarzyszenia studentów polskich w Instytucie Politechnicznym, działał na rzecz nieujawniania władzom rosyjskim danych o niepodległościowych pracach własnych podopiecznych. Podczas wydarzeń rewolucyjnych w Petersburga zginął jego syn.
W marcu 1919 r. przybył do Polski z matką i żoną. Objął Katedrę Historii Starożytnej na Uniwersytecie Lubelskim. Od 1919 r. do 1921 r. związany był z Wydziałem Nauk Humanistycznych Katolickiego Uniwersytetu Lubelskiego, gdzie do 1923 był kierownikiem Katedry Historii Starożytnej, a następnie był także prorektorem i dyrektorem biblioteki uniwersyteckiej. W międzyczasie był kierownikiem Katedry Historii Starożytnej na Uniwersytecie Jana Kazimierza we Lwowie, do którego przeniósł się na stałe w 1923. Z tą uczelnią był związany do końca życia pracując na Wydziale Humanistycznym, którego był dziekanem w roku akademickim 1929/1930. 

### II Rzeczpospolita
W okresie wojny polsko-bolszewickiej, odpowiadał za działania propagandowe na obszarze województwa lubelskiego, aby zachęcić do wstąpienia w szeregi Wojska Polskiego. Po wojnie zabiegał o rewindykację polskich dóbr kultury z terenów sowieckich. Chyliński był członkiem Rady Miasta Lwowa. Należał do Bezpartyjnego Bloku Współpracy z Rządem. Wybrano go pierwszym prezesem BBWR we Lwowie. W trzecim rządzie Walerego Sławka został mianowany podsekretarzem stanu w Ministerstwie Wyznań Religijnych i Oświecenia Publicznego. Pełnił tę funkcję od 1 września 1934 do 12 października 1935. Natomiast w rządzie Mariana Zyndrama-Kościałkowskiego został kierownikiem resortu (od 13 października 1935 do 5 grudnia 1935). Funkcję w rządzie przestał pełnić wskutek własnej rezygnacji 05.12.1935 r. Później - choć krótko - ponownie pełnił stanowisko podsekretarza w tym ministerstwie. W 1936 – ze względu na stan zdrowia – zrezygnował z pracy w resorcie.
Po zakończeniu aktywności politycznej Chyliński powrócił do wykładów na UJK, zaangażował się ponownie w prace Polskiego Towarzystwa Filologicznego. W 1938 r. objął funkcję kuratora Akademickiego Stowarzyszenia Przyjaciół Rumunii.
Zmarł 5 lutego 1939 we Lwowie. 8 lutego 1939 został pochowany na Cmentarzu Łyczakowskim we Lwowie, a dzień pogrzebu został ogłoszony dniem żałoby na Uniwersytecie Jana Kazimierza.
Po jego śmierci p.o. kierownika Zakładu Historii Starożytnej UJK pełnił dr Tadeusz Siuta, a p.o. kierownika Katedry Historii Starożytnej UJK pełnił prof. Kazimierz Majewski

## Życie prywatne
Jego żoną była Nadzieja z domu Nawrocka.

## Ordery i odznaczenia
- Krzyż Komandorski z Gwiazdą Orderu Odrodzenia Polski - 19 marca 1936 roku za wybitne zasługi dla państwa[10][11]

## Uczniowie
Do grona jego uczniów należą Samuel Amarant, Salon Barij, Elza Brandmark, Hersch Buchmann, Izydor Czaczkes, Oswald Diener, Nicetan Dumka, Izaal Beer Fass, Ludwik Hausknecchl, Wiktor Kaczky, Jerzy Kulczycki, Ryfka Laufer, Mojżesz Mehler, Aleksander Mildwurm, Franciszek Osuchowski, Mojżesz Papiermann, Marian Pohoriles, Stefan Przeworski, Maria Rosenrauch-Aremowa, Zygmunt Ryzewski, Ezecchiel Schenkel, Abraham Strupp, Stanisław Romanowicz, Mojżesz Weissmann, Henryk Wrażej, Kazimierz Zakrzewski.

## Wybrane publikacje
- Związek miast greckich Azji Mniejszej w końcu V-go wieku,[13] 1913.
- Idea narodowa w starożytnej Grecji : wykład inauguracyjny na uroczystym otwarciu roku akademickiego na Uniwersytecie Jana Kazimierza, 25 października 1922, z pewnemi zmianami i uzupełnieniami[14], 1923.
- Lysandre et les Milésiens (Diodore XIII 104), per Constantin Chyliński, Leopoli: Editum Auxilio Ministerii Instructionis Publicae 1929.
- O powstaniu urzędów cenzorów[15], Lwów: Polskie Towarzystwo Historyczne 1926.